# 片岡涼
片岡 涼（かたおか りょう、1993年10月19日 - ）は、日本の俳優である。劇団東俳に所属していた。

## 出演

### テレビドラマ
- はぐれ刑事純情派Part14（2001年、テレビ朝日）
- はみだし刑事情熱系Part6（2002年、テレビ朝日） - 鈴木翔太 役
- 火曜サスペンス劇場「共犯」（2002年1月12日、日本テレビ） - 高木慶介 役
- 恋するトップレディ（2002年、フジテレビ） - 大塚健作 役
- 眠れぬ夜を抱いて（2002年、テレビ朝日） - 進藤卓也 役
- 天国への階段 第9話（2002年5月、日本テレビ）
- 天体観測（2002年、フジテレビ） - 酒井直樹 役
- 27時間テレビ「東京物語」（2002年、フジテレビ） - 平山勇 役
- 金曜エンタテイメント「天使の歌声 〜小児病棟の奇跡〜」（2002年8月9日、フジテレビ）
- ホーム&アウェイ 第2話（2002年10月、フジテレビ） - 二岡正太 役
- 火曜サスペンス劇場 松本清張スペシャル「鬼畜」（2002年10月15日、日本テレビ） - 小出保 役
- ピルグリ（2003年、BSフジ） - 主演　鈴木翔太 役
- 美女か野獣 第10話・第11話（2003年3月13日・20日、フジテレビ） - 島田裕太 役
- 顔 第2話（2003年4月、フジテレビ） - 木村亮太 役
- ワンダフルライフ（2004年、フジテレビ） - 矢野俊太郎 役
- 白い巨塔（2004年、フジテレビ） - 里見好彦 役
- 水曜プレミア「無名」（2004年11月24日、TBS） - 健太郎 役
- 恋におちたら〜僕の成功の秘密〜 第9話（2005年、フジテレビ）
- 幻星神ジャスティライザー（2004年 - 2005年、テレビ東京） - 星野和也 役

### 舞台
- 質屋の女房（2003年、帝国劇場）

### 映画
- 岸和田少年愚連隊（2003年） - 秀夫（幼少） 役
- リボルバー（2003年、藤田敏八監督） - 謎の少年 役
- 海は見ていた（2003年、熊井啓監督） - 良介 役
- 母のいる場所（2004年） - 久野遼 役
- 13の月（2006年9月30日公開、池内博之監督） - 貴章 役
- ワースト@コンタクト（2006年） - 佐藤（幼少） 役
- LIMIT OF LOVE 海猿 （2006年、東宝）

### CM
- ノーリツ「デカゾウ」（2003年）
- タカノフーズ「おかめ納豆」（2003年）
- 日産自動車「プレサージュ」（2003年）
- グリコ乳業「朝食りんごヨーグルト」（2003年）